# Налепинська-Бойчук Софія Олександрівна

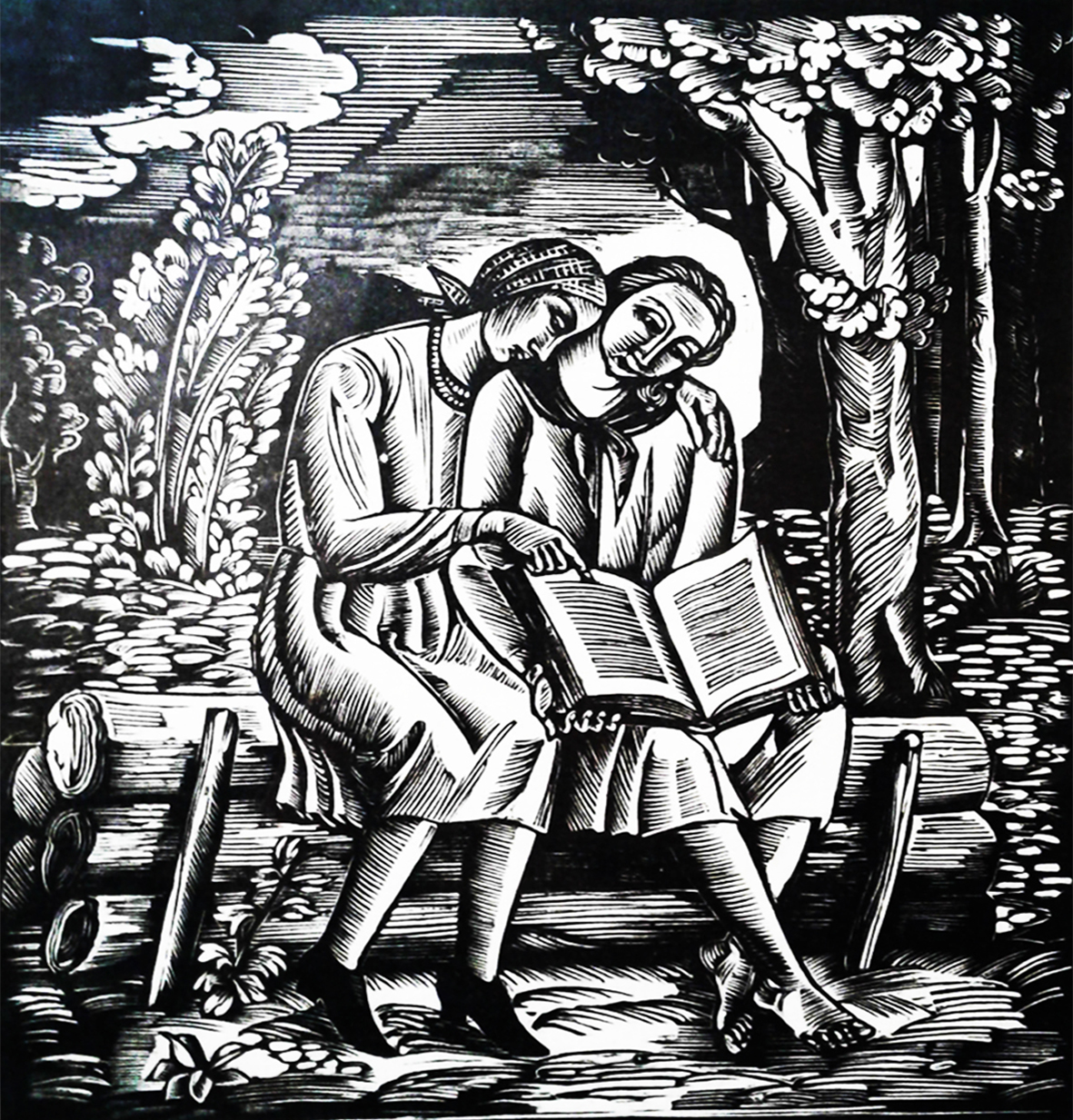
Дівчата з книжкою. Папір, дереворит. 1927

Софія Олександрівна Налепинська-Бойчук (30 липня 1884, Лодзь — 11 грудня 1937, тюрма НКВД СРСР) — українська художниця-графік. Дружина художника Михайла Бойчука. Представниця Розстріляного відродження. Учасниця міжнародних виставок у Відні, Лондоні, Берліні, Стокгольмі, Венеції (Італія), Цюриху (Швейцарія).

## Життєпис
Народилась в місті Лодзь (нині в складі Польщі). Батько її був поляком, мати мала французьке походження. Мистецьку освіту здобула в художній школі Я. Ціонглінського в Петербурзі і в студії Ш. Холоші в Мюнхені (1908). Потім навчалась в Академії Рансона в Парижі (1909, викладачі Ф. Валлотон і М. Дені). 
У Парижі Налепинська вперше зустрілася з художником Михайлом Бойчуком. Між ними одразу спалахнули почуття, і пара швидко побралася. Кохання Софії до чоловіка переросло в палку любов до його рідної культури — і вона сама почала звати себе українкою. Молодша сестра Налепинської Анна в одному з листів зауважувала, що Софія «вже зреклася, скажімо так, своєї національності, співала лише українських пісень, розмовляла українською й перебувала цілковито під впливом і у владі Михайла».
Згодом у 1917 С. Налепинська-Бойчук разом із М. Бойчуком та М. Касперовичем повернулася в Україну до революційного Києва. 1918 року в пари народився син Петрусь.   
Освоювала основи темперного живопису та фрески, з 1917–1918 років — у майстерні монументального малярства М. Бойчука в УАМ у Києві. Потім улаштувалася на роботу в Національний музей у Львові.
З 1919 року викладала в Миргородській художній школі, з 1922 року очолювала ксилографічну майстерню Київського інституту пластичних мистецтв. У 1925–1929 роках викладала у Київському художньому інституті, де заснувала школу гравюри. Серед учнів — К. Гаккебуш, В. Гнивенко, О. Рубан.
1925 — член Асоціації революційного мистецтва України;
Власну творчу роботу вона поєднувала зі співпрацею з чоловіком: мала провідну роль в Асоціації революційного мистецтва України (АРМУ), працювала в майстерні монументального мистецтва Бойчука, також була співавторкою багатьох фресок і монументальних робіт, знищених після засудження «бойчукізму».
У 1937 році за справою М. Бойчука була засуджена до смертної кари і розстріляна.

## Освіта
- Санкт-Петербурзька школа заохочування мистецтв Я. Ционглінського (1905);
- Мюнхенська художньо-промислова школа В. Дебліца (Німеччина, 1908; викл. Ш. Голлоші);
- Мюнхенська академія образотворчих мистецтв (1906–1907; професор Гейднер);
- Академія мистецтв Рансона в Парижі (1908–1909 викладачі М. Дені, П. Серюзьє, Ф. Валлотон);
- школа-майстерня М. Бойчука (1909–1910; м. Париж).[4]

## Творчість
Працювала в галузі станкової та книжкової графіки, переважно в техніці гравюри на дереві.
У творчості художниця дотримувалася засад «бойчукізму». 

### Твори
- «В. Еллан-Блакитний» (1920-і рр.), «Гітаристка» (1921), «Молодий робітник» (1920-ті),
- «Фабзаєць» (1925),
- «Мені тринадцятий минало…», «Молотьба», «Малашка», «На вакаціях» (усі — 1926),
- «Студентка», «Дівчата з книжкою», «Голодні діти»,  «Перед іспитом», «Перед наступом білих» (усі — 1927);
- «Викрили шкідника» (1930-і рр.),
- «Пацифікація Західної України» (1930),
- «Робітфаківки» (1931),
- «Виконали план», «Геть шкідника», «Не дамо куркулям згноїти насіння» (обидва — 1932) та ін.[4]

### Ілюстрації – до книжок
- «Катерина» Т. Шевченка, «Приймак» А. Маміна-Сибіряка (обидві – 1929),
- «Олив’яний перстень» С. Васильченка (1930; усі — Харків; Київ),  «Ніч перед Різдвом» і «Страшна помста» М. Гоголя;
- «Анна Каренина» Л. Толстого (Москва, 1935, т. 1–2).

Виконала тематичну композицію до поезії Шевченка «N. N. — Мені тринадцятий минало»
Художниця є автором нереалізованих проектів паперових грошей та інших державних паперів доби української революції 1917–1921, які експонувалися на «Виставці сучасної української графіки» Асоціації незалежних українських митців (Львів, червень 1932): банкноти 25 карбованців з обох сторін, судових пошлин 50 шагів, 3 гривні, 5 ескізів паперових грошей і цінних паперів.
Роботи С. Налепинської 1920-х — 1930-х років вражають не лише талантом, але й соціальною спрямованістю. Дереворити «Голод», «Пацифікація України 1932 року» – гострі, політичні роботи, які показують поневіряння українців під різними владами.

## Смерть
Софію Налепинську-Бойчук заарештували 12 червня 1937 року (її чоловіка, Михайла Бойчука набагато раніше — у листопаді 1936 р.). Співробітники НКВС висунули їй звинувачення в тому, що вона «була членом контрреволюційної української націонал-фашистської організації і проводила шпигунську роботу на користь іноземних розвідок». 
Софія Налепинська-Бойчук не підтвердила звинувачень та не надала слідству зізнань. Допитували її одночасно двоє — начальник III відділення IV відділу (боротьба з антирадянськими елементами) УДБ НКВС ст. лейтенант Лифар і начальник райвідділення сержант Миненко. 
Мучили її півроку, але зізнань від С. Налепинської-Бойчук чекісти не отримали. Обвинувачення склали на підставі показів свідків і вже 6 грудня 1937 року Софію Олександрівну Налепинську-Бойчук рішенням вищої двійки було засуджено до вищої міри покарання. 
Софію Налепинську-Бойчук розстріляли 11 грудня 1937 року в Києві. Реабілітували у 1988 році.

## Пам'ять
- Ім'я Софії Налепинської-Бойчук є одним з понад 40 інших імен, викарбуваних на Пам'ятнику репресованим митцям, відкритому у 1996 році у сквері Національної академії образотворчого мистецтва і архітектури[10].